# 豊田市立旭中学校
豊田市立旭中学校（とよたしりつ あさひちゅうがっこう）は、愛知県豊田市杉本町羽根にある公立中学校。旭地区唯一の中学校である。1997年度には第5回愛知まちなみ建築賞大賞を受賞している。

## 沿革
- 1947年（昭和22年） - 旭村立旭中学校として開校。
- 1967年（昭和42年） - 町制施行により、旭町立旭中学校となる。
- 1996年（平成8年） - 旭町立浅野中学校[1]と統合。これにより町内唯一の中学校となる。
- 2005年（平成17年） - 旭町の市町村合併により、豊田市立旭中学校となる。
- 2025年(令和7年) -創立30周年を迎える。

## 通学区域
以下の小学校区。
- 豊田市立築羽小学校（2012年3月にて廃校となり、敷島小学校に統合）
- 豊田市立小渡小学校
- 豊田市立敷島小学校

## 周辺
- 豊田市立敷島小学校
- 岐阜県道・愛知県道19号土岐足助線